# پریسیلا چان
پریسیلا جان (انگلیسی: Priscilla Chan؛ زادهٔ ۲۴ فوریهٔ ۱۹۸۵ در ماساچوست) یک پزشک اطفال و نیکوکار اهل چین و همسر مالک فیسبوک، مارک زاکربرگ است.